# تیم ملی بسکتبال زنان ایسلند
تیم ملی بسکتبال زنان ایسلند، نماینده ایسلند در مسابقات بین‌المللی بسکتبال زنان است.